# Marisa la nuit
Marisa la nuit è stato un programma televisivo italiano, trasmesso da Rai 1 il lunedì e il martedì in seconda serata, con la conduzione di Marisa Laurito, dal 20 aprile al 30 giugno 1987 per un totale di diciotto puntate.

## Il programma
La trasmissione proponeva, in ciascuna puntata, trentasei spezzoni d'archivio, di cui sei richiesti direttamente dal pubblico a casa che partecipava telefonicamente alla trasmissione, spiegando i motivi dell'interesse per quel determinato filmato su eventi sportivi, programmi televisivi o filmati dedicati a specifici personaggi del mondo dello spettacolo attingendo al vasto archivio delle Teche Rai.
Ad alternare i momenti dedicati al "revival" televisivo, la conduttrice Marisa Laurito proponeva alcuni momenti di spettacolo e improvvisazione interagendo con la voce fuori campo di Larry Tree (interpretato da Renzo Arbore).
Il 15 giugno 1987 fu realizzata una puntata speciale, intitolata Marisa la nuit electorale e in onda dalle 14.30, immediatamente dopo la chiusura dei seggi elettorali per le elezioni politiche del 1987. La Laurito e Arbore condussero una lunga puntata arricchita dalla presenza di ospiti (Walter Chiari, Carlo Dapporto, Tullio Solenghi, Massimo Lopez, Anna Marchesini, Paolo Panelli, Nino Frassica, Gianni Morandi, Fausto Leali, Gigi Proietti e Mario Merola), che alternava filmati scelti stavolta direttamente da Arbore a collegamenti con il TG1 condotto da Bruno Vespa dedicati agli aggiornamenti sullo spoglio dei risultati elettorali. Questa puntata speciale ottenne un ascolto medio di oltre sei milioni di telespettatori.

### Accoglienza e successo
La trasmissione fu prodotta per coprire un "buco" nel palinsesto di Rai 1, con un modesto budget economico e pochissimo staff tecnico, ma ottenne subito un ottimo indice di gradimento da parte del pubblico e un ascolto medio di quattro milioni di telespettatori, che portò alla decisione di raddoppiare le puntate settimanali, introducendo un secondo appuntamento anche nella seconda serata del martedì a partire dalla terza settimana di programmazione.
La critica televisiva giudicò, nel complesso, positivamente il programma. Dopo la prima puntata, Beniamino Placido segnalò che la Laurito, alla sua prima esperienza come conduttrice, era eccessivamente impostata e che dedicasse troppo tempo al "parlato"; dopo poche puntate, tuttavia, con l'introduzione di Arbore come "spalla" della conduttrice attraverso una voce fuori campo, la conduzione fu considerata più puntuale e gradevole.
Nonostante il buon successo, la prima edizione del programma non ebbe un seguito, per decisione della conduttrice.